# Ново-Село (община, Болгарія)
44°08′00″ пн. ш. 22°47′00″ сх. д. / 44.13333° пн. ш. 22.78333° сх. д.
Ново-Село (болг. община Ново село) — община в області Видин, Болгарія. Населення становить 3 122 особи (станом на 15 березня 2015 р.). Адміністративний центр громади — однойменне село.